# Postfix
Postfix es un servidor de correo de software libre / código abierto, un programa informático para el enrutamiento y envío de correo electrónico, creado con la intención de que sea una alternativa más rápida, fácil de administrar y segura al ampliamente utilizado Sendmail. Anteriormente conocido como VMailer e IBM Secure Mailer, fue originalmente escrito por Wietse Venema durante su estancia en el Thomas J. Watson Research Center de IBM, y continúa siendo desarrollado activamente.
Postfix es el agente de transporte por omisión en diversas distribuciones de Linux y en las últimas versiones del Mac OS X. Para 2016 un estimado de 25% de los servidores de correo electrónico a lo largo de todo el mundo utilizaba  Postfix.

## Historial de lanzamientos
Las versiones estables se denominan como "Postfix a.b.c", donde 'a' es el valor mayor de la versión, 'b' el menor y 'c' es el valor de la revisión. La directiva 'mail_release_date' indica la fecha de lanzamiento de la versión y revisión de Postfix.
| Versión        | Fecha de lanzamiento    |
| -------------- | ----------------------- |
| 3.1            | 24 de febrero de 2016   |
| 3.0            | 8 de febrero de 2015    |
| 2.11           | 25 de noviembre de 2014 |
| 2.10           | 11 de febrero de 2013   |
| 2.9            | 1 de febrero de 2012    |
| 2.8            | 20 de enero de 2011     |
| 2.7            | 13 de febrero de 2010   |
| 2.6            | 12 de mayo de 2009      |
| 2.5            | 23 de enero de 2008     |
| 2.4            | 28 de marzo de 2007     |
| 2.3            | 11 de julio de 2006     |
| 2.2            | 9 de marzo de 2005      |
| 2.1            | 22 de abril de 2004     |
| 2.0            | 22 de diciembre de 2002 |
| 1.1            | 17 de enero de 2002     |
| 1.0 (20010228) | 28 de febrero de 2001   |